# Jacque Aye
Jacque Aye es una historietista, terapeuta y escritora nigeriana-estadounidense. Sus obras tienen una fuerte inspiración en los animes japoneses y suelen estar protagonizadas por mujeres negras.

## Primeros años
Jacque nació en Kansas y durante su infancia creció en Dallas, donde pasó está etapa conviviendo con su hermano mayor, junto al cual descubrió por primera vez el anime a través de Sailor Moon, el cual influenciaría sus obras durante su vida adulta.

## Carrera
En 2018 comenzó la publicación de su webcomic Adorned By Chi, inspirada en obras como Sailor Moon y la cultura igbo propia de Nigeria, así como por la representación positiva de personajes negros en animes como Tiger & Bunny, Michiko to Hatchin y Afro Samurai, así como en proyectos independientes occidentales de temática mahō shōjo.
En 2023 publicó su tercera obra, The Magical Girl's Self-Care Coloring Book, en colaboración con la ilustradora Venus Bambisa y fuertemente inspirado en la estética de las magical girls.
Entre sus influencias literarias se encuentran autores como Terry Pratchett, Douglas Adams, y Neil Gaiman, de quienes hereda un humor negro así como su forma de escritura, pese a tratar temas alejados a los que caracterizan a estos autores.
En 2024 se desempeñó como guionista de la  serie de cómic Monster High: New Scaremester, basada en la franquicia Monster High y cuyos tres primeros números fueron publicados entre agosto y noviembre de 2024.
En 2025 publicará su libro How to Escape Death, secuela de su obra How to Be a Better Adult.

## Obras
- Adorned By Chi (2018-2019)
- The Magical Girl’s Guide to Life (2021)
- These Bewitching Bonds (2021, Antología)
- How to Be a Better Adult (2023)
- The Magical Girl's Self-Care Coloring Book (2023)
- I Live to Serve The Witch (2024)
- Monster High: New Scaremester #1-3 (2024)
- How to Escape Death (2025)

## Vida personal
Jacque se identifica como una mujer queer.